# Таманский, Иван Трофимович
Иван Трофимович Тама́нский (1775—1850/1851, Москва) — русский архитектор, реставратор и преподаватель.

## Биография
Происходил из кубанских татар; родился в 1775 году.
С марта 1791 года работал архитекторским помощником в архитекторской команде М. Ф. Казакова в Экспедиции кремлёвского строения (ЭКС). В 1800 году получил звание архитекторского помощника 2-го класса. В 1813—1817 годах участвовал в восстановительных работах в Московском Кремле, занимался составлением проекта восстановления внутреннего убранства с иконостасом Екатерининской церкви Вознесенского монастыря (1815, не сохранилась). В 1818 году занял должность второго архитектора ЭКС. В 1832 году назначен членом Училищной конференции Московского дворцового архитектурного училища. В 1838 году вошёл в состав комиссии по постройке в Москве Храма Христа Спасителя. В 1840 году утверждён старшим архитектором Комиссии о строении Москвы. 
Скончался в Москве 31 декабря 1850 (12 января 1851) года. Похоронен на Ваганьковском кладбище; могила утрачена.

## Проекты и постройки

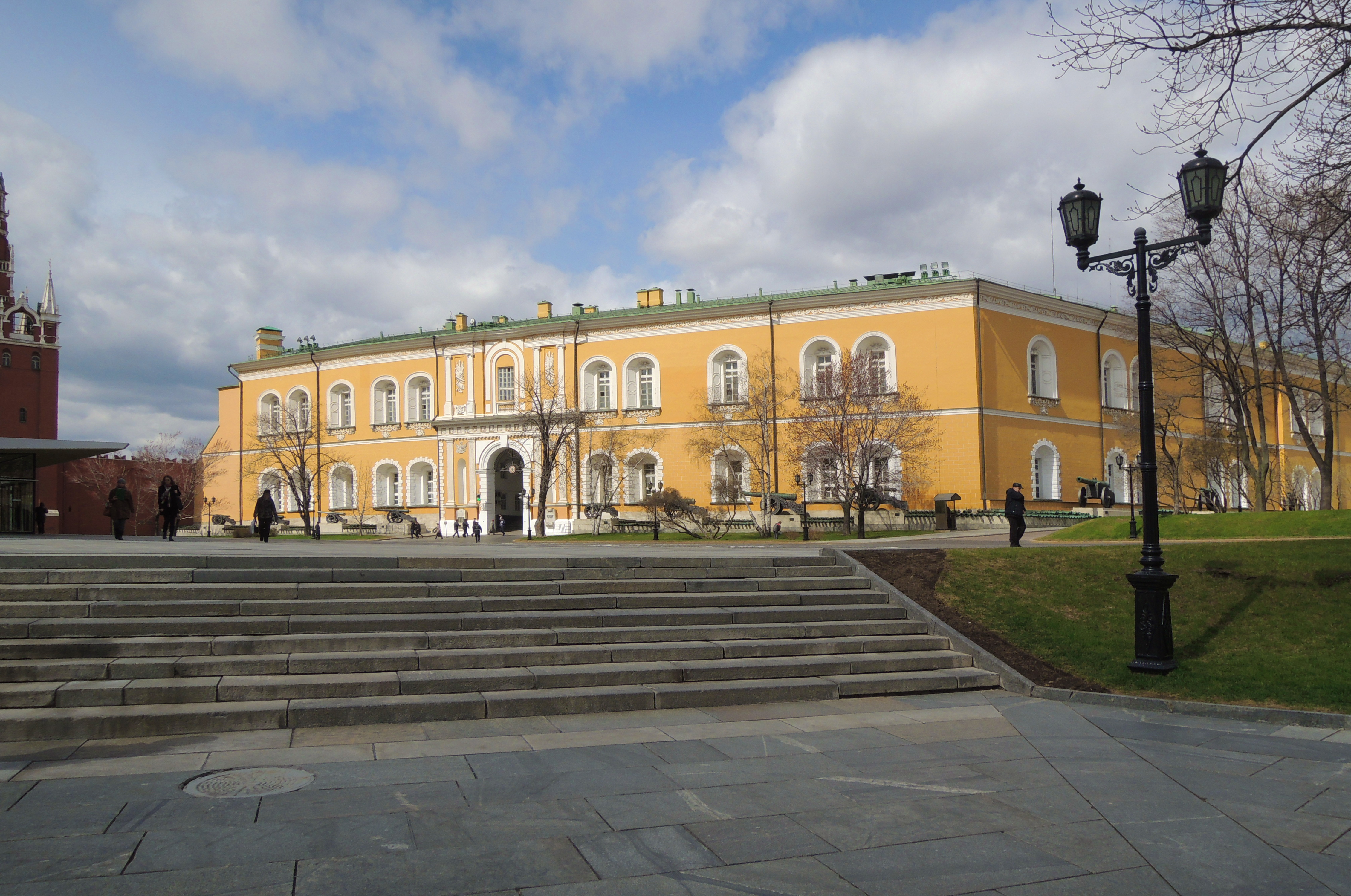
Арсенал Московского Кремля

- 1807—1809 — Хамовнические казармы, совместно с М. М. Казаковым, Москва, Комсомольский проспект, 20[2];
- 1816—1817 — восстановление Большого Кремлёвского дворца, по проекту В. П. Стасова, Москва, Кремль;
- 1815—1828 — восстановление и новая отделка Арсенала, совместно с А. Н. Бакаревым, И. Л. Мироновским, Е. Д. Тюриным, Москва, Кремль[3][4];
- 1827 — проектирование и разбивка Петровского парка, Москва, Ленинградский проспект;
- 1833—1857 — перестройка Никольского собора, совместно с Ф. М. Шестаковым, Серпухов, Калужская улица, 26/12;
- 1834 — перестройка здания гауптвахты у Боровицких ворот, Москва, Кремль[1];
- 1836 — наблюдение за реставрацией Петровского путевого дворца, Москва, Ленинградский проспект, 40[1];
- 1843 — Александро-Невский собор, Даугавпилс (не сохранился).

## Семья
Дети:
- Таманский, Пётр Иванович (1806—1883) — петербургский архитектор, автор здания Кронверкского Арсенала у Петропавловской крепости.
- Таманский, Иван Иванович (1821—1875) — калужский губернский архитектор (с 1847), похоронен в Калуге.[5].